# Rogier van Aerde
Rogier van Aerde, pseudònim d'Adolf Josef Hubert Frans van Rijen (Rotterdam, 4 d'octubre de 1917 - Apeldoorn, 8 de novembre de 2007) va ser un escriptor i periodista neerlandès. Va debutar el 1941 amb Kaïn, que va ser un èxit immediat. El poeta i assagista neerlandès Anton van Duinkerken va dir que era "un debut magistral".
A l'obituari de Van Aerde que va aparèixer el 2007 a Trouw, s'afirmava: "Kaïn va ser un gran èxit i va ser fins i tot es va traduir, però Frans van Rijen no va veure ni un cèntim. Igual que el seu pare Aad van Rijen, no tenir una ment per als negocis. Amb la seva editorial Urbi et Orbi va signar un contracte segons el qual no guanyaria més de 1.000 florins i que no podria canviar d'editor fins a 1950. D'altra banda, el llibre va ser prohibit pels alemanys, que afirmaven que tenia una "mentalitat" massa jueva. També van comprovar si l'escriptor era ari".
Com a periodista, Rogier van Aerde va ser redactor de De Volkskrant i de Katholieke Illustratie i més tard va col·laborar amb Margriet i Nieuwe Revu. Els llibres publicats després de Kaïn no van aconseguir molta atenció i mai va igualar l'èxit del seu debut.